# Frihedens Sønner
Frihedens Sønner (originaltitel Janice Meredith) er en amerikansk stumfilm fra 1924 af E. Mason Hopper.

## Medvirkende
- Marion Davies som Janice Meredith
- Holbrook Blinn som Lord Clowes
- Harrison Ford som Charles Fownes
- Macklyn Arbuckle som Squire Meredith
- Joseph Kilgour som George Washington
- Hattie Delaro som Mrs. Meredith
- George Nash som Lord Howe
- Tyrone Power, Sr. som Lord Cornwallis
- May Vokes som Susie